# Державна податкова служба України
Державна податкова служба України (абр. ДПС України)  — центральний орган виконавчої влади, діяльність якого спрямовується і координується Кабінетом Міністрів України через Міністра фінансів і який реалізує державну податкову політику, державну політику з адміністрування єдиного внеску на загальнообов’язкове державне соціальне страхування.
Служба реалізує:
- державну податкову політику;
- державну політику з адміністрування єдиного внеску на загальнообов'язкове державне соціальне страхування;
- державну політику у сфері боротьби з правопорушеннями під час застосування податкового законодавства, а також законодавства з питань сплати єдиного внеску.

## Структура
У складі апарату служби:
- Департамент організації роботи Служби
- Департамент забезпечення відомчого контролю
- Департамент внутрішнього аудиту
- Департамент оподаткування юридичних осіб
- Департамент оподаткування фізичних осіб
- Департамент правового забезпечення
- Департамент оскарження рішень контролюючих органів
- Департамент податкового аудиту
- Департамент запобігання фінансовим операціям, пов'язаним з легалізацією доходів, одержаних злочинним шляхом
- Департамент контролю за підакцизними товарами
- Департамент фінансового забезпечення та бухгалтерського обліку
- Департамент інфраструктури та господарського забезпечення
- Департамент персоналу
- Департамент податкових сервісів
- Департамент інформаційних технологій
- Департамент по роботі з податковим боргом
- Департамент міжнародного співробітництва
- Департамент управління ризиками
- Департамент економічного аналізу
- Департамент методології
- Департамент з питань запобігання та виявлення корупції
- Департамент трансфертного ціноутворення
- Інформаційно-довідковий департамент
- Мобілізаційний відділ
- Режимно-секретне управління
- Управління забезпечення захисту критичної інфраструктури

У складі територіальних органів ДПС:
- Головне управління ДПС у Вінницькій області
- Головне управління ДПС у Волинській області
- Головне управління ДПС у Дніпропетровській області
- Головне управління ДПС у Донецькій області
- Головне управління ДПС у Житомирській області
- Головне управління ДПС у Закарпатській області
- Головне управління ДПС у Запорізькій області
- Головне управління ДПС в Івано-Франківській області
- Головне управління ДПС у Київській області
- Головне управління ДПС у Кіровоградській області
- Головне управління ДПС у Луганській області
- Головне управління ДПС у Львівській області
- Головне управління ДПС у Миколаївській області
- Головне управління ДПС в Одеській області
- Головне управління ДПС у Полтавській області
- Головне управління ДПС у Рівненській області
- Головне управління ДПС у Сумській області
- Головне управління ДПС у Тернопільській області
- Головне управління ДПС у Харківській області
- Головне управління ДПС у Херсонській області, Автономній Республіці Крим та м. Севастополі
- Головне управління ДПС у Хмельницькій області
- Головне управління ДПС у Черкаській області
- Головне управління ДПС у Чернівецькій області
- Головне управління ДПС у Чернігівській області
- Головне управління ДПС у м. Києві
- Центральне міжрегіональне управління ДПС по роботі з великими платниками податків
- Східне міжрегіональне управління ДПС по роботі з великими платниками податків
- Західне міжрегіональне управління ДПС по роботі з великими платниками податків
- Південне міжрегіональне управління ДПС по роботі з великими платниками податків
- Північне міжрегіональне управління ДПС по роботі з великими платниками податків

## Функції
Основною функцією Державної податкової служби є контроль за правильністю обчислення, своєчасністю та повнотою сплати податків, зборів, інших обов'язкових платежів до бюджету.
Детальний перелік функцій Державної податкової служби та її територіальних органів визначений статтями 192 та 193 Податкового кодексу України відповідно.

## Історія

### Попередні відомства
- 1990—1994: Головна державна податкова інспекція Української РСР
- 1994—2000: Головна державна податкова інспекція України (ГДПІ)
- 2000—2012: Державна податкова адміністрація України (ДПА)
- 2011—2012: Державна податкова служба України
- 2012—2014: Міністерство доходів і зборів України
- 2014—2019: Державна фіскальна служба України

### Створення нової податкової служби
- 18 грудня 2018 року — рішення про розділення Державної фіскальної служби на податкову та митну служби[10].
- 6 березня 2019 року[1] — затверджено положення про орган.
- 17 травня 2019 року[2] — реєстрація юридичної особи, платника податків
- 27 червня 2019 року — рішення про утворення територіальних органів[11]
- 21 серпня 2019 року[3] — початок роботи.

Виконання усіх формальностей від прийняття рішення до початку роботи зайняло 9 місяців.

## Керівництво
Державну податкову службу України очолює Голова Державної податкової служби України, якого призначає на посаду за поданням Прем'єр-міністра України, внесеним на підставі пропозицій Міністра, та звільняє з посади Президент України.

### Список голів ДПС
| №     | ПІБ                           | Початок повноважень    | Закінчення повноважень |
| ----- | ----------------------------- | ---------------------- | ---------------------- |
| 1     | Верланов Сергій Олексійович   | 8 травня 2019 року     | 24 квітня 2020 року    |
| в. о. | Тітарчук Михайло Іванович     | 25 квітня 2020 року    | 28 квітня 2020 року    |
| 2     | Любченко Олексій Миколайович  | 29 квітня 2020 року    | 20 травня 2021 року    |
| в. о. | Олейніков Євген Володимирович | 21 травня 2021 року    | 25 листопада 2021 року |
| в. о. | Тітарчук Михайло Іванович     | 25 листопада 2021 року | 23 грудня 2021 року    |
| в.о.  | Кірієнко Тетяна Павлівна      | 23 грудня 2021 року    | 31 грудня 2024 року    |
| 3     | Кравченко Руслан Андрійович   | 31 грудня 2024 року    | 22 червня 2025 року    |
| в. о. | Карнаух Леся Аркадіївна       | 18 червня 2025 року    |                        |

### Заступники Голови ДПС України
- Калєніченко Наталія Григорівна — заступник Голови[20]
- Троцко Андрій Володимирович — заступник Голови
- Лисеюк Сергій Миколайович — заступник Голови